# スネークマンショー海賊盤
『スネークマンショー海賊盤』（スネークマンショーかいぞくばん 英題：SNAKEMAN SHOW BOOTLEG）は、1982年2月21日にアルファレコードからリリースされたスネークマンショー3作目のアルバム。

## 解説
当初はカセットテープのみの発売だったが、1984年にLP盤、1990年にCDでも発売された。内容はラジオで放送されたコントが中心になっている。
カセット版のパッケージはコンドームの箱を模したデザインで、実際に本物のコンドームと使い方のイラスト付解説書も同封予定だったが、許可が得られず解説書を抜き取り発売された。

## 収録曲

### カセット版・1990年CD版
SIDE-A
1. スネークマンショー・イントロダクション（曲：ウィリアム・テル序曲）
2. YMOメドレー
〜TECHNOPOLIS〜RYDEEN〜TONG POO〜NICE AGE〜BEHIND THE MASK〜INSOMNIA〜MULTIPLIES〜SOLID STATE SURVIVOR〜ABSOLUTE EGO DANCE〜中国女〜FIRECRACKER
3. スネークマンショー（挿入曲：エーゲ海の真珠〜ブダペストの心）

SIDE-B
1. スネークマンショー
2. スネークマンショー（ロックンロール・メドレー）
〜ROCK AROUND THE CLOCK〜HOUND DOG〜LUCILLE〜バルコニーに座って〜ROCK AND ROLL MUSIC
3. スネークマンショー

### LP版
SIDE-A
1. スネークマンショー・イントロダクション（曲：ウィリアム・テル序曲）
2. YMOメドレー
〜TECHNOPOLIS〜RYDEEN〜TONG POO〜NICE AGE〜BEHIND THE MASK〜INSOMNIA〜MULTIPLIES〜SOLID STATE SURVIVOR〜ABSOLUTE EGO DANCE〜中国女〜FIRECRACKER
3. スネークマンショー（挿入曲：エーゲ海の真珠〜ブダペストの心）

SIDE-B
1. スネークマンショー
2. スネークマンショー（ロックンロール・メドレー）
〜ROCK AROUND THE CLOCK〜HOUND DOG〜LUCILLE〜バルコニーに座って〜ROCK AND ROLL MUSIC
3. スネークマンショー
4. スネークマンショー

### 2003年CD版
1. スネークマンショー・イントロダクション（曲：ウィリアム・テル序曲）
2. YMOメドレー
〜TECHNOPOLIS〜RYDEEN〜TONG POO〜NICE AGE〜BEHIND THE MASK〜INSOMNIA〜MULTIPLIES〜SOLID STATE SURVIVOR〜ABSOLUTE EGO DANCE〜中国女〜FIRECRACKER
3. スネークマンショー（挿入曲：エーゲ海の真珠〜ブダペストの心）
4. スネークマンショー
5. スネークマンショー（ロックンロール・メドレー）
〜ROCK AROUND THE CLOCK〜HOUND DOG〜LUCILLE〜バルコニーに座って〜ROCK AND ROLL MUSIC
6. スネークマンショー
7. スネークマンショー